# Caroline Fiat
Pour les articles homonymes, voir Fiat.
Caroline Fiat, née le 28 janvier 1977 à Verdun (Meuse), est une femme politique française.
Aide-soignante de profession, elle milite d'abord au Parti communiste français (PCF), puis à La France insoumise (LFI) ainsi qu'un temps à la Gauche républicaine et socialiste (GRS).
En 2017, elle est élue députée de la sixième circonscription de Meurthe-et-Moselle. Réélue de justesse en 2022, elle devient vice-présidente de l'Assemblée nationale. Candidate à un troisième mandat parlementaire aux élections anticipées de 2024, elle est battue par Anthony Boulogne (RN).
Elle reste conseillère départemental de Meurthe-et-Moselle, ayant été élue en 2021.

## Situation personnelle
Elle naît en 1977 sous le nom de Caroline Paulette Yvette Nicolas, avant de prendre le nom de « Fiat » à la suite de son mariage,.
Tout d'abord, elle est ambulancière, téléprospectrice, assistante commerciale et assistante de direction. À partir de 2009, elle est aide-soignante,, ; elle travaille de nuit, en vacation dans plusieurs établissements d'hébergement pour personnes âgées dépendantes (EHPAD) du secteur privé dans le Grand Est.

## Parcours politique

### Débuts
Elle grandit dans une famille de cégétistes et communistes, et commence à militer à l'âge de seize ans au sein du Parti communiste français (PCF),. Elle siège au comité fédéral de la fédération PCF Meurthe et Moselle, ainsi qu'au secrétariat fédéral. En 2003, elle est déléguée au XXXIIe congrès du parti[réf. nécessaire].
En 2001, elle devient conseillère municipale de Pompey, élue sur la liste d'union de la gauche conduite par le socialiste Laurent Trogrlic,. En 2004, elle est la candidate du PCF aux élections cantonales dans le canton de Jarville-la-Malgrange sous son nom de naissance : elle arrive en cinquième position avec 3,86 % des voix.
Lors de l'élection présidentielle de 2012, elle déclare voter « à contre-cœur » pour Jean-Luc Mélenchon, n'aimant pas « son côté « gueulard » et donneur de leçons ». Elle change d'avis en le côtoyant par la suite. Elle adhère au parti Ensemble et à La France insoumise lors de sa fondation par Jean-Luc Mélenchon en 2016. Elle se définit comme communiste.

### Députée de laXVelégislature
Caroline Fiat est élue députée dans la 6e circonscription de Meurthe-et-Moselle lors des élections législatives de 2017, recueillant 61,36 % des voix au second tour face à Cédric Marsolle, candidat du Front national arrivé en tête au premier tour,. Elle devient la première aide-soignante de l'histoire à siéger au sein de l'hémicycle. Le 27 juin 2017, elle est candidate à la présidence de l'Assemblée nationale ; soutenue par les insoumis et les communistes, sa candidature obtient 30 voix et termine en dernière position du scrutin, derrière celles de Laurence Dumont (32 voix), Laure de La Raudière (34 voix), Jean-Charles Taugourdeau (94 voix) et François de Rugy (353 voix), qui obtient le « perchoir ».
Elle est co-rapporteure (avec sa collègue LREM Monique Iborra) d'une mission d'information sur les EHPAD qui publie ses conclusions en mars 2018,. Ce rapport préconise un doublement du personnel soignant dans les EHPAD et un investissement de huit milliards d'euros supplémentaires sur quatre ans. Le 1er février 2018, elle défend une proposition de loi sur le droit à l'euthanasie et l'aide au suicide qui est suspendue. Elle présente en 2019 une proposition de loi visant à interdire les dépassements d’honoraires médicaux, afin de garantir un meilleur accès au soins.
Membre du groupe La France insoumise, elle adhère à la Gauche républicaine et socialiste, parti scissionnaire du Parti socialiste fondé en 2019 par Emmanuel Maurel et Marie-Noëlle Lienemann. Elle quitte ce parti en 2021[réf. nécessaire]
Le 26 février 2020, elle reçoit le prix de la transparence dans les politiques du médicament pour la France pour l'année 2019,. Cette distinction lui est remis par l'Observatoire de la transparence dans les politiques du médicament pour son engagement en faveur de la transparence lors des débats sur le projet de loi de financement de la sécurité sociale pour 2020,,.
En mars 2020, alors que la pandémie de Covid-19 s'intensifie en France, elle reprend son emploi d'aide-soignante. Pendant près d'un mois, elle travaille de nuit dans un service de réanimation du CHU de Nancy, tout en assurant ses fonctions de parlementaire l'après-midi,. Durant cette période, elle déclare observer une profonde déliquescence de l'hôpital public, signant une tribune dans L'Humanité sur le sujet. Elle propose début 2021 d’attribuer la même prime « post-covid » aux personnels soignants des établissements médico-sociaux qu’à ceux des hôpitaux.
Le 28 juillet 2020, pendant les débats sur le projet de loi de bioéthique qui pourrait ouvrir la procréation médicalement assistée (PMA) à toutes les femmes, elle prononce un discours remarqué où elle relate sa propre expérience. Devenue mère célibataire à l'âge de 17 ans, elle a en effet élevé seule son premier fils, qui n'a pas, selon elle, mal vécu cette situation.
Le 10 mai 2022, elle est investie par La France insoumise pour être candidate à sa réélection aux élections législatives dans la 6e circonscription de Meurthe-et-Moselle. Le 14 mai 2022, à Blénod-lès-Pont-à-Mousson, elle lance officiellement la campagne en compagnie de son nouveau suppléant, le communiste Julien Hézard, alors secrétaire général de l’UD CGT Meurthe et Moselle et adjoint au maire de Blénod,,. Le 12 juin 2022, Caroline Fiat arrive en tête du premier tour avec 29,97 % des suffrages exprimés, devançant de peu son adversaire du Rassemblement national, Anthony Boulogne (28,48 %). Le 19 juin, elle est réélue avec 50,23 % des suffrages exprimés, soit une avance de 148 voix sur le candidat RN.

### Députée de laXVIelégislature
Le 28 juin 2022, l'intergroupe de la Nouvelle Union populaire écologique et sociale (NUPES) annonce Caroline Fiat (La France insoumise) et Valérie Rabault (Parti socialiste) comme candidates communes à la vice-présidence de l'Assemblée nationale,. Le lendemain, elles sont chacune élues vice-présidentes de l'Assemblée nationale, avec respectivement 297 et 367 voix.
Elle est épinglée, avec d'autres députés, en 2023 par le Comité national contre le tabagisme pour sa proximité avec l'industrie du tabac. Elle a notamment déposé un article visant à limiter l'augmentation du prix du tabac similaire à celui de la députée Joëlle Melin (RN) (AS2526 et AS1793 du 13 Octobre 2023).
Aux élections législatives anticipées de 2024, candidate à un troisième mandat de députée, Caroline Fiat arrive en deuxième position au premier tour avec 26,73 % des voix. Une nouvelle fois opposée au RN Anthony Boulogne, elle n'est pas réélue, n'obtenant que 45,36 % des voix.

## Affaire judiciaire
En septembre 2017, elle est attaquée devant les prud’hommes par un ancien assistant parlementaire, lequel conteste son licenciement et demande une requalification du contrat en CDI.

## Synthèse des résultats électoraux

### Présidence de l'Assemblée nationale
| Année | Groupe | Groupe | 1er tour | 1er tour | 1er tour | Issue  |
| Année | Groupe | Groupe | Voix     | %        | Rang     | Issue  |
| ----- | ------ | ------ | -------- | -------- | -------- | ------ |
| 2017  |        | LFI    | 30       | 5,53     | 5e       | Battue |

### Élections législatives
| Année | Parti  | Parti | Circonscription               | 1er tour | 1er tour | 1er tour | 2d tour | 2d tour               | 2d tour              | Issue |
| Année | Parti  | Parti | Circonscription               | Voix     | %        | Rang     | Voix    | %                     | Adversaire           | Issue |
| ----- | ------ | ----- | ----------------------------- | -------- | -------- | -------- | ------- | --------------------- | -------------------- | ----- |
| 2017  |        | LFI   | Sixième de Meurthe-et-Moselle | 5 821    | 15,94    | 2e       | 17 772  | 61,36                 | Cédric Marsolle (FN) | Élue  |
| 2022  | 11 048 | LFI   | Sixième de Meurthe-et-Moselle | 29,97    | 1re      | 16 133   | 50,23   | Anthony Boulogne (RN) | Élue                 |       |
| 2024  | 14 479 | LFI   | Sixième de Meurthe-et-Moselle | 26,73    | 2e       | 23 264   | 45,36   | Anthony Boulogne (RN) | Battue               |       |

### Élections départementales
| Année | Étiquette | Étiquette | Canton | Colistier     | 1er tour | 1er tour | 1er tour | 2d tour | 2d tour | Issue |
| Année | Étiquette | Étiquette | Canton | Colistier     | Voix     | %        | Rang     | Voix    | %       | Issue |
| ----- | --------- | --------- | ------ | ------------- | -------- | -------- | -------- | ------- | ------- | ----- |
| 2021  |           | UGE       | Jarny  | Jacky Zanardo | 2 889    | 48,97    | 1ers     | 3 711   | 64,49   | Élus  |

### Élections cantonales
| Année | Parti | Parti | Canton                | 1er tour | 1er tour | 1er tour | Issue    |
| Année | Parti | Parti | Canton                | Voix     | %        | Rang     | Issue    |
| ----- | ----- | ----- | --------------------- | -------- | -------- | -------- | -------- |
| 2004  |       | PCF   | Jarville-la-Malgrange | 391      | 3,86     | 5e       | Éliminée |

## Ouvrages
- Co-écrit avec Danièle Obono, Insoumises à l'Assemblée, Paris, Éditions La Dispute, coll. « Entretiens », 4 octobre 2018, 123 p. (ISBN 978-2-84303-295-0)